# 安纳波利斯
安纳波利斯（英語：Annapolis），美国马里兰州州政府所在地，也是安妮阿倫德爾縣的縣治。1783年11月至1784年6月，是美国在独立战争期間的临时首都，承认美国独立的《1783年巴黎條約》即於此签署。美国海军学院所在地。乔治·华盛顿辞去大陆军总司令的地点。建立于1796年的圣约翰学院是美国歷史第三悠久的大学。

## 历史
马里兰最早的殖民地首府并不是安纳波利斯，而是更南边的圣玛丽城，随着人口的增长，圣玛丽显得太远了，因此，在六十年后的1694年至1695年间，殖民政府才搬到了安纳波利斯。从此之后，安纳波利斯成为马里兰的首府，度过了三百多年的岁月。
安纳波利斯的名字来源于当时的英国王位继承人安妮公主，安妮公主后来成了英国历史上有名的女王。安纳波利斯于1708年11月22日正式建市，2008年曾举行了大规模的庆祝活动，庆祝建市300周年。
独立战争以前安纳波利斯是一个比较富裕的地区，在1745年时就出版了报纸，还在1769年建立了戏院。这里的商业也很繁荣，不过当1780年巴尔的摩开通深水港后，安纳波利斯的海路贸易受到很大的打击。此后造船业以及海鲜产品成为主要产业。目前，安纳波利斯是帆船、游艇的重要基地。
从1783年11月26日到1784年6月3日，安纳波利斯曾是美国在独立战争期間的临时首都，1784年1月14日立法机构大陆会议在安纳波利斯批准了《巴黎条约》，独立战争最终结束，美国正式独立。